# Cápa tó
A Cápa tó (eredeti cím: Shark Lake) 2015-ben bemutatott amerikai horror-thriller, melyet Jerry Dugan rendezett. A főszerepben Dolph Lundgren, Sara Malakul Lane, Lily Brooks O'Briant és James Chalke látható. 
Az Amerikai Egyesült Államokban 2015. október 2-án mutatták be, Magyarországon televízióban sugározták szinkronizálva.

## Történet
Clint Gray-t (Dolph Lundgren) öt év szabadságvesztésre ítélik, mert illegálisan tartott állatokat az otthonában, mint például; tigrist, kígyót, valamint farkasokat, emellett egy cápát is telepített az állam egyik tavába. Ahogy kiszabadul a börtönből, az egyik helyi rendőrtiszt, Meredith (Sara Lane) arra kéri, hogy valamilyen úton módon távolítsa el tóból az élőlényt, mert néhány ember már emiatt meghalt. Clint lánya is veszélyben van, ha a férfi nem siet időben, a vérengzés egyre csak folytatódik....

## Szereplők
| Színész                | Szereplő           | Magyar hang    |
| ---------------------- | ------------------ | -------------- |
| Dolph Lundgren         | Clint Gray         | Jakab Csaba    |
| Sara Lane              | Meredith Hernandez | Ruttkay Laura  |
| Michael Aaron Milligan | Peter Mayes        | Jánosi Dávid   |
| Miles Doleac           | Garreth Ross       | Kautzky Armand |
| Lance Nichols          | Lewis Galloway     | Forgács Gábor  |

További magyar hangok: Tímár Éva, Várkonyi András